# Xã White Earth, Quận Mountrail, Bắc Dakota
Xã White Earth (tiếng Anh: White Earth Township) là một xã thuộc quận Mountrail, tiểu bang Bắc Dakota, Hoa Kỳ. Năm 2010, dân số của xã này là 58 người.